# Francisco Javier García Fajer
Francisco Javier García Fajer detto "el Españoleto" (chiamato in Italia Francesco Saverio Garzia, detto "lo Spagnoletto") (Nalda, 2 dicembre 1730 – Saragozza, 9 aprile 1809) è stato un compositore spagnolo.

## Nascita ed educazione
García Fajer nacque nel 1730 a Nalda, un paese nei pressi di Logroño (città spagnola sul fiume Ebro, nella regione de La Rioja), ultimo di dieci figli, da Juan Bautista García “Maestro tejedor en sedas y tafetanes” e Manuela Fajer. Non si conoscono antecedenti diretti di musicisti nella sua famiglia, anche se un suo nipote (più giovane di lui di soli quattro anni), Juan Antonio García de Carrasquedo, fu maestro di cappella nella Cattedrale di Santander. Da un memoriale scritto dal compositore stesso, sappiamo che ricevette la sua prima educazione musicale nel coro della cattedrale di San Salvador (detta La Seo) a Saragozza, probabilmente ricevendo lezioni di musica da José Lanuza, allora maestro di cappella.

## García Fajer in Italia
Adolescente, partì per l'Italia, dove proseguì i suoi studi musicali. L'erudito aragonese Félix Latassa (canonico nella cattedrale de La Seo negli stessi anni in cui il compositore era maestro di cappella) fu il primo a suggerire che abbia studiato a Napoli, nel prestigioso Conservatorio della Pietà dei Turchini, dove all'epoca insegnavano Brunetti e Nicola Fago. Fu in Italia che ricevette il soprannome di “lo Spagnoletto”, che si portò dietro perfino al suo ritorno in Spagna, divenendo “el Españoleto”.
È documentata la sua presenza nel 1752 a Terni come maestro di cappella. Tra il 1752 e il 1756 furono rappresentati a Roma due suoi oratori (Il Tobia, 1752, e La Susanna, 1754, alla Congregazione dell'Oratorio dei Filippini), tre intermezzi o farsette (La finta schiava, 1754, e La pupilla, 1755, al Teatro della Pace e Lo scultore deluso, 1756, al Teatro Valle) e un'opera seria (Pompeo Magno in Armenia, 1755, al Teatro delle Dame). 
Gli intermezzi, soprattutto, conobbero una certa fortuna europea. Dopo le prime romane, si hanno notizie di rappresentazioni de La pupilla a Bologna nel 1755, Mannheim nel 1758, Monaco di Baviera nel 1758, Firenze nel 1760 e Vienna nel 1763 e de La finta schiava a Bologna nel 1755 e a Bonn nel 1767, occasione nella quale la parte di Dorindo venne sostenuta dal futuro padre di Beethoven, Johann van Beethoven, tenore e violinista al servizio del Principe Elettore di Colonia.  L'instancabile collezionatore di aneddotica musicale Alessandro Ademollo sostiene che García Fajer sia stato il maestro di canto di Caterina Gabrielli, detta “la Cocchetta” o “Coghetta”, che sarebbe poi diventata uno dei più celebri soprani della seconda metà del Settecento. Da notare che la Gabrielli era perfettamente coetanea di García Fajer (e, anzi, di un mese più anziana) e che debuttò già nel 1747, a diciassette anni, a Lucca.

## García Fajer in Spagna
Forte del prestigio guadagnato in Italia, García Fajer ottenne nel 1756 il posto di maestro di cappella nella cattedrale di San Salvador a Saragozza, posto che mantenne fino alla morte per peste, nel 1809, avendo rifiutato nel 1769 la prestigiosa offerta proveniente dalla Cattedrale di Santiago di Compostela. In Spagna abbandonò del tutto l'attività operistica, per dedicarsi esclusivamente alla musica sacra, in latino e castigliano, di cui divenne l'autore più celebre del suo tempo nei paesi di lingua spagnola. La sua musica continuò ad essere copiata fino a metà Ottocento non solo nelle biblioteche di tutte le cattedrali spagnole, ma anche nel Regno di Sicilia (una Messa da Requiem attribuibile a García Fajer è stata scoperta nel 2007 nella biblioteca della Chiesa madre di Enna da Ilaria Grippaudo), in America e nelle Filippine. La sua influenza sulla musica spagnola e la sua importanza come insegnante di numerosi compositori delle generazioni successive (tra cui Baltasar Juste, Mariano Rodríguez de Ledesma e Ramón Felix Cuéllar y Altarriba) è innegabile. Ciononostante, la musicologia spagnola fino a tempi recenti lo ha tenuto in un certo discredito, accusandolo soprattutto di avere portato lo stile operistico italiano nelle chiese spagnole, allontanandosi dal contrappuntismo classico spagnolo, erede della tradizione di Tomás Luis de Victoria e Francisco Guerrero.

## Le fonti e le edizioni moderne
A differenza della produzione sacra composta in Spagna, di cui, si è detto, esiste un vastissimo numero di copie, la produzione italiana, così determinante per la formazione di García Fajer, ha avuto minor fortuna. La partitura de Il Tobia è conservata a Vienna, alla Geselleschaft der Musikfreunde. La partitura completa del Pompeo Magno in Armenia è conservata a Lisbona, Biblioteca do Palacio Nacional da Ajuda. Tomás Garrido ne ha curato l'edizione moderna. Nella Sezione musicale della Biblioteca Palatina di Parma si trova la partitura di una scena dell'opera: “Troppo manca Pompeo”. De La Susanna e degli intermezzi La pupilla e Lo scultore deluso ci è pervenuto il libretto, ma non la musica. È conservata nella Biblioteca Universitaria di Uppsala una sinfonia introduttiva strumentale, che si suppone appartenere a La pupilla o Lo scultore deluso. 
Si riteneva perduta anche La finta schiava, ad eccezione di due arie rinvenute da Loewenberg nella King´s Library del British Museum di Londra e trascritte, con qualche errore, da Juan José Carreras nella sua tesis de licenciatura. Nel 2007 Paolo V. Montanari ha riscoperto la musica completa di questo intermezzo, attribuendo il set di parti che giaceva adespota nella Biblioteca estense di Modena e curandone l'edizione critica